# Lista de prêmios e indicações recebidos por Central do Brasil
Abaixo, a lista de prêmios e indicações recebidas pelo filme brasileiro Central do Brasil de 1998.

## Lista de prêmios e indicações
| Ano  | Prêmio                                      | Categoria                       | Indicação                                | Resultado | Ref.          |  |
| ---- | ------------------------------------------- | ------------------------------- | ---------------------------------------- | --------- | ------------- |  |
| 2000 | Condor de Prata                             | Melhor Filme Estrangeiro        | Melhor Filme Estrangeiro                 | Venceu    | [ 1 ]         |  |
| 1999 | Oscar                                       | Melhor filme estrangeiro        | Melhor filme estrangeiro                 | Indicado  | [ 2 ] [ 3 ]   |  |
| 1999 | Oscar                                       | Melhor atriz                    | Fernanda Montenegro                      | Indicado  | [ 4 ]         |  |
| 1999 | Globo de Ouro                               | Melhor filme estrangeiro        | Melhor filme estrangeiro                 | Venceu    | [ 5 ] [ 6 ]   |  |
| 1999 | Globo de Ouro                               | Melhor atriz em filme dramático | Fernanda Montenegro                      | Indicado  | [ 7 ]         |  |
| 1999 | New York Film Critics Circle Awards         | Melhor atriz                    | Fernanda Montenegro                      | Venceu    |               |  |
| 1999 | Los Angeles Film Critics Association Award  | Melhor atriz                    | Fernanda Montenegro                      | Venceu    | [ 8 ]         |  |
| 1999 | César du cinéma                             | Melhor filme estrangeiro        | Melhor filme estrangeiro                 | Indicado  |               |  |
| 1999 | International Press Academy                 | Melhor filme estrangeiro        | Melhor filme estrangeiro                 | Venceu    | [ 9 ]         |  |
| 1999 | International Press Academy                 | Melhor atriz em filme dramático | Fernanda Montenegro                      | Indicado  |               |  |
| 1999 | BAFTA                                       | Melhor filme estrangeiro        | Melhor filme estrangeiro                 | Venceu    | [ 10 ]        |  |
| 1999 | Prêmio David di Donatello                   | Melhor filme estrangeiro        | Melhor filme estrangeiro                 | Indicado  |               |  |
| 1999 | Troféu APCA                                 | Melhor filme                    | Melhor filme                             | Venceu    |               |  |
| 1999 | Troféu APCA                                 | Melhor atriz                    | Fernanda Montenegro                      | Venceu    | [ 11 ]        |  |
| 1999 | Troféu APCA                                 | Melhor direção                  | Walter Salles                            | Venceu    |               |  |
| 1999 | Troféu APCA                                 | Melhor fotografia               | Walter Carvalho                          | Venceu    |               |  |
| 1999 | Chlotrudis Awards                           | Melhor atriz                    | Fernanda Montenegro                      | Indicado  | [ 12 ]        |  |
| 1999 | Prêmio Guarani                              | Melhor Filme                    | Central do Brasil                        | Venceu    | [ 13 ]        |  |
| 1999 | Prêmio Guarani                              | Melhor Direção                  | Walter Salles                            | Venceu    | [ 13 ]        |  |
| 1999 | Prêmio Guarani                              | Melhor Atriz                    | Fernanda Montenegro                      | Venceu    | [ 13 ]        |  |
| 1999 | Prêmio Guarani                              | Melhor Atriz Coadjuvante        | Marília Pêra                             | Indicada  | [ 13 ]        |  |
| 1999 | Prêmio Guarani                              | Melhor Roteiro                  | Marcos Bernstein e João Emanuel Carneiro | Venceu    | [ 13 ]        |  |
| 1999 | Prêmio Guarani                              | Melhor Fotografia               | Walter Carvalho                          | Venceu    | [ 13 ]        |  |
| 1999 | Prêmio Guarani                              | Melhor Figurino                 | Cristina Camargo                         | Indicado  | [ 13 ]        |  |
| 1999 | Prêmio Guarani                              | Melhor Trilha Sonora            | Jaques Morelenbaum e Antonio Pinto       | Venceu    | [ 13 ]        |  |
| 1999 | Prêmio Guarani                              | Revelação                       | Vinícius de Oliveira                     | Venceu    | [ 13 ]        |  |
| 1998 | Festival de Berlim                          | Urso de Ouro                    | Urso de Ouro                             | Venceu    | [ 14 ]        |  |
| 1998 | Festival de Berlim                          | Urso de Prata                   | Fernanda Montenegro                      | Venceu    |               |  |
| 1998 | National Board of Review                    | Melhor Filme Estrangeiro        | Melhor Filme Estrangeiro                 | Venceu    | [ 15 ] [ 16 ] |  |
| 1998 | National Board of Review                    | Top 5 Filmes Internacionais     | Top 5 Filmes Internacionais              | Venceu    | [ 15 ] [ 16 ] |  |
| 1998 | National Board of Review                    | Melhor Atriz                    | Fernanda Montenegro                      | Venceu    | [ 15 ] [ 16 ] |  |
| 1998 | International Film Festival Fort Lauderdale | Melhor atriz                    | Fernanda Montenegro                      | Venceu    |               |  |
| 1998 | Independent Spirit Awards                   | Melhor filme estrangeiro        | Melhor filme estrangeiro                 | Indicado  |               |  |
| 1998 | Satellite Awards                            | Melhor Filme Estrangeiro        | Melhor Filme Estrangeiro                 | Venceu    | [ 17 ]        |  |
| 1998 | Satellite Awards                            | Melhor atriz em filme dramático | Fernanda Montenegro                      | Indicado  | [ 17 ]        |  |
| 1998 | Satellite Awards                            | Melhor roteiro original         | João Emanuel Carneiro e Marcos Bernstein | Indicado  | [ 17 ]        |  |
| 1998 | Festival de Cinema de Havana                | Melhor Filme                    | Central do Brasil                        | Venceu    | [ 18 ]        |  |
| 1998 | Festival de Cinema de Havana                | Melhor Atriz                    | Fernanda Montenegro                      | Venceu    | [ 18 ]        |  |
| 1998 | Online Film & Television Association Awards | Melhor Filme Estrangeiro        | Central do Brasil                        | Indicado  | [ 19 ]        |  |
| 1998 | Online Film & Television Association Awards | Melhor Atriz                    | Fernanda Montenegro                      | Indicada  | [ 19 ]        |  |
| 1998 | Online Film & Television Association Awards | Melhor Atriz de Drama           | Fernanda Montenegro                      | Indicada  | [ 19 ]        |  |
| 1998 | Online Film & Television Association Awards | Melhor Revelação Masculina      | Vinícius de Oliveira                     | Indicado  | [ 19 ]        |  |